# Reinaldo Arenas
Reinaldo Arenas, född 16 juli 1943, död 7 december 1990, var en kubansk författare, poet och pjäsförfattare, som trots sitt tidiga stöd för revolutionen 1959, blev alltmer kritisk, och revolterade mot, den kubanska regimen.
Han fick diagnosen aids 1987 och begick självmord 1990.
Filmen Before Night Falls baserades på hans självbiografi med samma namn.